# Coryn Labecki
Coryn Labecki (nata Rivera; Manila, 26 agosto 1992) è un'ex ciclista su strada statunitense. Velocista, professionista dal 2014 al 2024, nel 2017 si è aggiudicata il Trofeo Alfredo Binda e il Giro delle Fiandre, e nel 2018 il Women's Tour, tutte gare valide per il calendario del Women's World Tour.

## Biografia
Di origini filippine (il padre è di Manila e la madre di Tuguegarao), è nata a Manila, nel distretto di Tondo, ma cresciuta nel sud della California, a Tustin. Nel 2015 ha conseguito la laurea in business marketing alla Marian University di Indianapolis.

## Carriera
Comincia a gareggiare nel ciclismo all'età di nove anni, e nelle categorie giovanili e studentesche si aggiudica 71 titoli nazionali, ripartiti nelle quattro specialità di strada, pista, ciclocross e all terrain bike; ai campionati del mondo Juniores su strada del 2010 fa inoltre sua la medaglia di bronzo nella prova in linea.
Comincia a gareggiare saltuariamente tra le Elite su strada già nel 2008, con alcune apparizioni in Europa a partire dal 2010 e la vittoria, nel 2011, di una tappa al Tour en Limousin in Francia. Dopo due stagioni caratterizzate da attività perlopiù in patria a livello collegiale, passa professionista nel 2014 con la formazione UCI Women's UnitedHealthcare, vincendo il titolo nazionale di criterium.
Nel 2015, oltre a ottenere alcuni successi in patria, si aggiudica una frazione al Thüringen Rundfahrt in Germania, suo primo trionfo tra le Elite all'estero, e conclude seconda nelle corse in linea dei Campionati nazionali e dei Campionati panamericani. Nel 2016, sempre con la UnitedHealthcare, vince invece una tappa al Tour de San Luis in Argentina, due tappe e la classifica generale della Joe Martin Stage Race e ancora una frazione al Thüringen Rundfahrt, non venendo però selezionata per i Giochi olimpici di Rio de Janeiro. I buoni risultati le valgono comunque un contratto per la stagione 2017 con la formazione olandese Sunweb (già Liv-Plantur).
Trasferitasi in Europa per correre a tempo pieno in maglia Sunweb, nei primi mesi del 2017 riesce a vincere a sorpresa in volata sia il Trofeo Alfredo Binda che il Giro delle Fiandre, classiche valide per il calendario del Women's World Tour; si piazza inoltre nelle 10 alla Gand-Wevelgem (terza), alla Freccia Vallone (sesta), all'Amstel Gold Race (settima) e al Tour de Yorkshire (seconda). Vince poi una tappa al Tour of California, e conclude ancora seconda ai Campionati nazionali e nella tappa di Roseto degli Abruzzi al Giro d'Italia. Nel finale di stagione conquista la RideLondon Classique, altra gara World Tour, ed è poi per tre volte terza di tappa al Giro del Belgio e seconda in volata alla Madrid Challenge by La Vuelta; ai campionati del mondo di Bergen contribuisce infine al successo iridato della sua Sunweb nella cronometro a squadre.

## Palmarès
- 2011 (Peanut Butter & Co-Twenty12, una vittoria)

1ª tappa Tour en Limousin
- 2014 (UnitedHealthcare Pro Cycling Team, una vittoria)

Tour of Utah
- 2015 (UnitedHealthcare Pro Cycling Team, tre vittorie)

3ª tappa Joe Martin Stage Race (Prairie Grove > Prairie Grove)
5ª tappa Thüringen Rundfahrt (Gera > Gera)
USA Pro Cycling Challenge (Golden)
- 2016 (UnitedHealthcare Pro Cycling Team, sei vittorie)

1ª tappa Tour de San Luis (El Durazno > El Durazno)
2ª tappa Joe Martin Stage Race (Fayetteville > Fayetteville)
3ª tappa Joe Martin Stage Race (Prairie Grove > Prairie Grove)
Classifica generale Joe Martin Stage Race
3ª tappa North Star Grand Prix (Cannon Falls)
7ª tappa Thüringen Rundfahrt (Gera > Gera)
- 2017 (Team Sunweb, quattro vittorie)

Trofeo Alfredo Binda-Comune di Cittiglio
Giro delle Fiandre
3ª tappa Tour of California (Elk Grove > Sacramento)
RideLondon Classique
- 2018 (Team Sunweb, cinque vittorie)

1ª tappa Thüringen Tour (Schleusingen > Schleusingen)
3ª tappa Thüringen Tour (Schleiz > Schleiz)
2ª tappa The Women's Tour (Rushden > Daventry)
Classifica generale The Women's Tour
Campionati statunitensi, Prova in linea
- 2019 (Team Sunweb, due vittorie)

3ª tappa Giro del Belgio (Willebroek > Willebroek)
4ª tappa Giro del Belgio (Geraardsbergen > Geraardsbergen)
- 2021 (Team DSM, una vittoria)

10ª tappa Giro d'Italia (Capriva del Friuli > Cormons)

### Altri successi
- 2009 (Proman Hit Squad)

5ª tappa Cascade Cycling Classic (criterium)
San Rafael Twilight (criterium)
Manhattan Beach Grand Prix (criterium)
San Pedro Grand Prix (criterium)
- 2010 (Peanut Butter & Co-Twenty12)

3ª tappa Tulsa Tough Riverside (criterium)
Sacramento Grand Prix – Tour of California (criterium)
- 2011 (Peanut Butter & Co-Twenty12)

Classifica giovani Tour en Limousin
Campionati statunitensi, Prova criterium Under-23
Pittsburgh Twilight (criterium)
San Rafael Twilight (criterium)
Watsonville Strawberry (criterium)
- 2014 (UnitedHealthcare Pro Cycling Team)

Campionati statunitensi, Prova criterium
2ª tappa North Star Grand Prix (Saint Paul, criterium)
4ª tappa North Star Grand Prix (Uptown Minneapolis, criterium)
- 2015 (UnitedHealthcare Pro Cycling Team)

4ª tappa Redlands Bicycle Classic (Redlands, criterium)
5ª tappa Redlands Bicycle Classic (Redlands, criterium)
Classifica a punti Joe Martin Stage Race
- 2016 (UnitedHealthcare Pro Cycling Team)

Classifica a punti Joe Martin Stage Race
- 2017 (Team Sunweb)

Campionati del mondo, Cronosquadre
- 2018 (Team Sunweb)

Classifica a punti Thüringen Tour
Prologo Tour of Norway (Aremark > Fredriksten, cronosquadre)
1ª tappa Madrid Challenge by La Vuelta (Boadilla del Monte, cronosquadre)
- 2019 (Team Sunweb)

Classifica a punti Giro del Belgio
- 2023 (Team Jumbo-Visma)

US Pro Criterium Championship
1ª tappa Vuelta a España (Torrevieja > Torrevieja, cronosquadre)
- 2024 (EF-Oatly-Cannondale)

Tour of Somerville
Campionati statunitensi, Criterium

## Piazzamenti

### Grandi Giri
- Giro d'Italia

2014: 97ª
2017: 46ª
2020: 46ª
2021: 25ª
- Tour de France

2023: 103ª
- Vuelta a España

2023: 112ª

### Competizioni mondiali
- Campionati del mondo

Mosca 2009 - Cronometro Juniores: 16ª
Mosca 2009 - In linea Juniores: 20ª
Offida 2010 - Cronometro Juniores: 10ª
Offida 2010 - In linea Juniores: 3ª
Richmond 2015 - In linea Elite: 39ª
Doha 2016 - In linea Elite: 16ª
Bergen 2017 - Cronosquadre: vincitrice
Bergen 2017 - In linea Elite: 18ª
Innsbruck 2018 - Cronosquadre: 3ª
Innsbruck 2018 - In linea Elite: 31ª
Yorkshire 2019 - In linea Elite: 10ª
Imola 2020 - In linea Elite: 37ª
Fiandre 2021 - Staffetta mista: 8ª
Fiandre 2021 - In linea Elite: 10ª
Glasgow 2023 - Staffetta mista: 8ª
Glasgow 2023 - In linea Elite: ritirata
- World Tour

2016: 38ª
2017: 4ª
2018: 5ª
2019: 15ª
2020: 78ª
2021: 50ª
2022: 49ª
- Giochi olimpici

Tokyo 2020 - In linea: 7ª